# Назарово (Абатский район)
Назарово — село в Абатском районе Тюменской области России. Административный центр Назаровского сельского поселения.

## История
В «Списке населенных мест Российской империи» 1871 года издания (по сведениям 1868—1869 годов) населённый пункт упомянут как казённая деревня Назарова Ишимского округа Тобольской губернии, при реке Ишим, расположенная в 112 верстах от окружного центра города Ишим. В деревне насчитывалось 85 дворов и проживало 344 человека (209 мужчин и 200 женщин).
В 1926 году в деревне имелось 721 хозяйство и проживал 721 человек (327 мужчин и 394 женщины). Функционировала школа I ступени. В административном отношении Назарова (Подъувальная) являлась центром Назаровского сельсовета Абатского района Ишимского округа Уральской области.

## География
Село находится в юго-восточной части Тюменской области, в лесостепной зоне, в пределах Ишимской равнины, на берегах реки Верхняя Спириха, к востоку от реки Ишим, на расстоянии примерно 36 километров (по прямой) к северо-востоку от села Абатское, административного центра района. Абсолютная высота — 66 метров над уровнем моря.

### Часовой пояс
Назарово, как и вся Тюменская область, находится в часовой зоне МСК+2. Смещение применяемого времени относительно UTC составляет +5:00.

## Население
| 1989 | 2002 | 2010 |
| ---- | ---- | ---- |
| 793  | ↘386 | ↘268 |

Гендерный состав
По данным Всероссийской переписи населения 2010 года в гендерной структуре населения мужчины составляли 45,1 %, женщины — соответственно 54,9 %.
Национальный состав
Согласно результатам переписи 2002 года, в национальной структуре населения русские составляли 90 % из 386 чел.

## Инфраструктура
В селе функционируют средняя общеобразовательная школа, дом культуры, библиотека, фельдшерско-акушерский пункт и отделение Почты России.

## Улицы
Уличная сеть села состоит из семи улиц.